# Unexpect
Unexpect (oft auch uneXpect oder unexpecT geschrieben) ist eine kanadische Extreme-Metal-Band aus Montreal, die in ihrer Musik eine Vielzahl verschiedener Stilrichtungen miteinander verbindet.

## Geschichte
Im Jahr 1996 gründeten Artagoth und Zircon die Thrash-Metal-Band Unexpected, die sie nach dem Beitritt von Syriak im selben Jahr noch in Unexpect umbenannten. Als nach und nach weitere Bandmitglieder hinzustießen und erste Aufnahmen entstanden, entschloss man sich ein erstes Album zu produzieren, welches im Sommer 1998 aufgenommen und im folgenden Jahr unter dem Namen Utopia eigenständig veröffentlicht und vertrieben wurde. Um den Verkauf anzukurbeln setzte die Band auf das Internet und umfangreiche Mundpropaganda, was ihr schnell die gewünschte Unterstützung der Online-Community und erste Verkaufserfolge einbrachte.
Nach mehreren Line-Up-Wechseln erschien 2003 schließlich beim kanadischen Label Galy Records die EP We, Invaders. Obwohl nur aus 4 Liedern bestehend, brachte diese Unexpect weltweite Beachtung von Kritikern und einen Plattenvertrag beim amerikanischen Label The End Records ein. Dort erschien anschließend auch 2006 das zweite Album In a Flesh Aquarium, das nahtlos an die EP anknüpft und trotz der unkonventionellen und experimentellen Musik die Kritiker überzeugen konnte.
Die Band spielte in den Jahren 2006–2008 über hundert Auftritte auf insgesamt acht Tourneen. Von September bis November 2009 unterstützte die Band zudem Dream Theater, Opeth und Bigelf auf dem europäischen Teil der Progressive Nation Tour 2009.
Die Band wurde im August 2015 aufgelöst, nach über dreijähriger Inaktivität.

## Stil
Anfangs noch als reine Thrash-Metal-Band gegründet, entwickelten Unexpect recht schnell ihren eigenen Musikstil, der u. a. Elemente des Progressive Metal, Death Metal, Heavy Metal, Jazz, Ambient, der Zirkusmusik und häufig auch der klassischen Musik kombiniert. Auf dem ersten Album sind zudem noch starke Black-Metal-Einflüsse zu hören.
Charakteristisch für die Musik sind extreme Stilwechsel, kontrapunktische Melodien und häufige Dissonanzen bis hin zur Kakophonie. Typisch sind außerdem der Einsatz einer Vielzahl von unterschiedlichen Instrumenten, kontrastreicher Gesang und surrealistisch-bizarre Songtexte.

## Diskografie
- 1999: Utopia
- 2003: We, Invaders EP
- 2006: In a Flesh Aquarium
- 2011: Fables of the Sleepless Empire